# Постнов Костянтин Олександрович
Костянтин Олександрович Постнов (рос. Константин Александрович Постнов, нар. 19 серпня 1959, Орєхово-Зуєво, Московська область) — радянський і російський астрофізик наукової школи академіка Якова Зельдовича, доктор фізико-математичних наук, професор кафедри астрофізики та зоряної астрономії фізичного факультету МДУ, директор Державного астрономічного інституту ім. П. К. Штернберга, член-кореспондент Російської академії наук з 2022.

## Біографія
Народився 19 серпня 1959 року в місті Орєхово-Зуєво Московської області.
У 1983 році закінчив Московський державний університет. Колишній член КПРС.
Працює в Московському університеті з 1987 року. За час роботи в Московському університеті пройшов шлях від асістента до професора кафедри астрофізики і зоряної астрономії фізичного факультету і директора Державного астрономічного інституту ім. П. К. Штернберга Московського університету.
У 1987 році захистив кандидатську дисертацію «Еволюція подвійних систем малих і помірних мас з урахуванням еволюції замагніченого компактного залишку», в якій був обґрунтований та розвинений метод популяційного синтезу для еволюції маломасивних подвійних систем з компактними зорями (білими карликами, нейтронними зорями і чорними дірами).
У 1997 році захистив докторську дисертацію «Астрофізичні джерела гравітаційних хвиль», в якій на основі загальних принципів еволюції подвійних зір показав, що першими астрофізичними джерелами гравітаційних хвиль, які зможуть зареєструвати наземні гравітаційно-хвильові інтерферометри, повинні бути злиття подвійних систем. Це передбачення підтвердилося першими спостереженнями гравітаційних хвиль на детекторі LIGO у 2015—2016 роках. За цей результат К. А. Постнов, В. М. Ліпунов та М. Є. Прохоров були нагороджені премією імені Ф. А. Бредіхіна Російської академії наук.
К. А. Постнов є членом редколегій російських наукових журналів УФН, Листи в «Астрономічний журнал», «Земля і всесвіт».
Голова Національного комітету з великих телескопів.
Член спеціальних рад МГУ.01.02 (Державний астрономічний інститут ім. П. К. Штернберга) та Д002.113.02 (Інститут космічних досліджень РАН).
ВЧитає курси «Загальна астрофізика», «Вступ до астрофізики високих енергій», «Еволюційна астрофізика».
Підготував 5 кандидатів наук.

## Публікації
Автор понад 300 статей і 9 книг.
Основні праці:
- Shakura N.I., Lipunova G.V., Malanchev K.L., Zhuravlev V.V., Razdoburdin D.N., Abolmasov P.K., Chashkina A., Postnov K.A., Kochetkova A.Yu, Hjalmarsdotter L. Accretion flows in astrophysics. — NY : Springer International Publishing, 2018. — С. 419. — ISBN 978-3-319-93008-4.
- А. В. Засов, К. А. Постнов. Курс общей астрофизики. — М : Физ. фак. МГУ, 2005. — 190 с. — ISBN 5-9900318-2-3.
- А. В. Засов, К. А. Постнов. Общая астрофизика. — 3-е изд. — М : Физ. фак. МГУ, Гос. астрономический ин-т им. П. К. Штернберга, 2015. — 573 с. — 1000 прим. — ISBN 978-5-85099-194-4.
- Засов А.В., Кононович Э.В., Куимов К.В., Липунов В.М., Лозинская Т.А., Постнов К.А., Родионова Ж.Ф., Самусь Н.Н., Сурдин В.Г. Большая энциклопедия астрономии. — 3-е изд. — М : Росмэн, 2009. — 200 с. — 5000 прим. — ISBN 978-5-353-03857-3.

## Нагороди
- Премія імені Ф. О. Бредіхіна (2016)
- Премія імені М. В. Ломоносова (2003) у складі авторського колективу за цикл робіт «Спостережні прояви та еволюція нейтронних зір та чорних дір у подвійних системах».